# فائوستو کاپولا
فائوستو کاپولا (انگلیسی: Fausto Coppola؛ زادهٔ ۲۹ آوریل ۱۹۹۷) بازیکن فوتبال است.